# Stockholms läns norra valkrets
Stockholms läns norra valkrets var vid riksdagsvalen 1911-1920 till andra kammaren en egen valkrets med tre mandat. Valkretsen, som omfattade städer och landsbygd i norra Stockholms län, avskaffades vid andrakammarvalet 1921 och överfördes då till Stockholms läns valkrets.

## Riksdagsmän

### 1912-vårriksdagen 1914
- Rikard Hagberg, lib s
- Erik Åkerlund, lmb
- Per Henning Sjöblom, s

### Höstriksdagen 1914
- Rikard Hagberg, lib s
- Erik Eurén, lmb
- Erik Åkerlund, lmb

### 1915-1917
- Erik Eurén, lmb
- Erik Åkerlund, lmb
- Per Henning Sjöblom, s

### 1918-1920
- Verner Karlsson, s
- Per Henning Sjöblom, s
- Erik Åkerlund, vilde

### 1921
- Johan Stjernstedt, lmb
- Erik Åkerlund, lmb
- Verner Karlsson, s